# System uniksopodobny
System uniksopodobny – system operacyjny zbliżony budową do systemu Unix, jednak niewywodzący się bezpośrednio ani pośrednio z kodu BSD lub System V. Oznacza to, że kod źródłowy systemu został napisany od zera lub został zaczerpnięty z innego systemu niebędącego systemem Unix. System taki posiada interfejs programistyczny i interfejs użytkownika zbliżony do standardów używanych przez systemy Unix lub oparty jest na standardach POSIX. Współcześnie najpopularniejszymi systemami uniksopodobnymi są: Linux, GNU, system FreeBSD (do wersji 4.4BSD Lite jest w pełni i formalnie Uniksem) i jego pochodne.

## Kategorie
Systemy Unix i uniksopodobne zwykle za Erikiem Raymondem dzieli się na trzy kategorie:
- systemy charakteryzujące się historyczną ciągłością kodu źródłowego
  - pochodne BSD: FreeBSD, NetBSD i OpenBSD
  - pochodne AT&T oraz BSD: NCR UNIX, Solaris
  - następcy AT&T: Plan 9
- systemy, które Open Group uznała za spełniające warunki Single UNIX Specification i zezwoliła na używanie w ich opisie znaku handlowego UNIX®, lista obejmuje tylko następujące systemy:

AIX, HP-UX, IRIX, macOS, NCR UNIX, SCO OpenServer, Solaris, Tru64 UNIX, UnixWare, UX/4800, z/OS
- systemy funkcjonalnie podobne do systemów Unix, które nie spełniają powyższych kryteriów:
  - dodatkowo z nimi kompatybilne, na przykład poprzez spełnienie wymagań normy POSIX:

GNU/Hurd, Linux, Minix (POSIX od Minix 2), QNX, BeOS, Haiku
- - tylko funkcjonalnie podobne:

CROOK, Phoenix-RTOS